# Coreocarpus
Coreocarpus là một chi thực vật có hoa trong họ Cúc (Asteraceae).

## Loài
Chi Coreocarpus gồm các loài: